# Titus: Gorilí král
Titus: Gorilí král (Titus: The Gorilla King) je dokumentární film televize BBC ze série Svět přírody. Sleduje život gorily jménem Titus, do jehož rodiny zasáhli pytláci. Později se jako mladý sám ztratil v džungli a vychovala ho cizí gorila. Dokument později ukazuje život Tita po třiceti letech, což je svědectvím, jak gorily žijí v divočině. Film měl premiéru v roce 2008 na televizi BBC Two. V Česku vyšel na DVD téhož roku.